# Тассай (Кокпектинський район)
Тасса́й (каз. Тассай) — село у складі Кокпектинського району Абайської області Казахстану. Адміністративний центр Тассайського сільського округу.
Населення — 1000 осіб (2021; 985 у 2009, 1345 у 1999, 1658 у 1989).
Національний склад станом на 1989 рік:
- казахи — 100 %

Станом на 1989 рік село називалося Більшовик.